# Fiebre del oro de Klondike

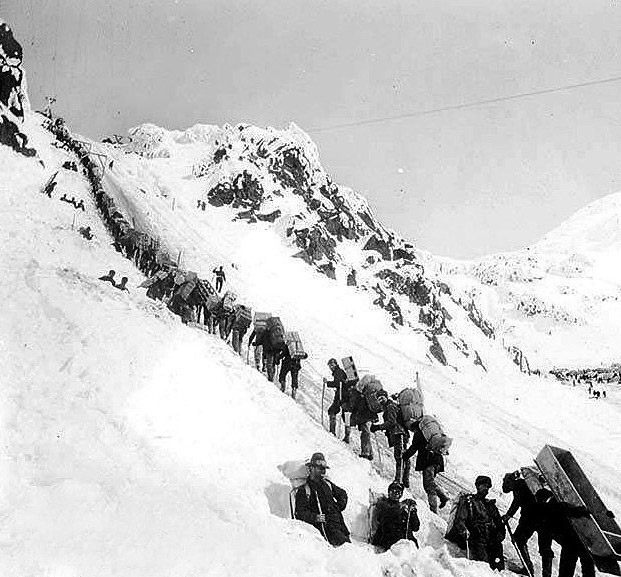
Buscadores de oro ascendiendo el paso de Chilkoot

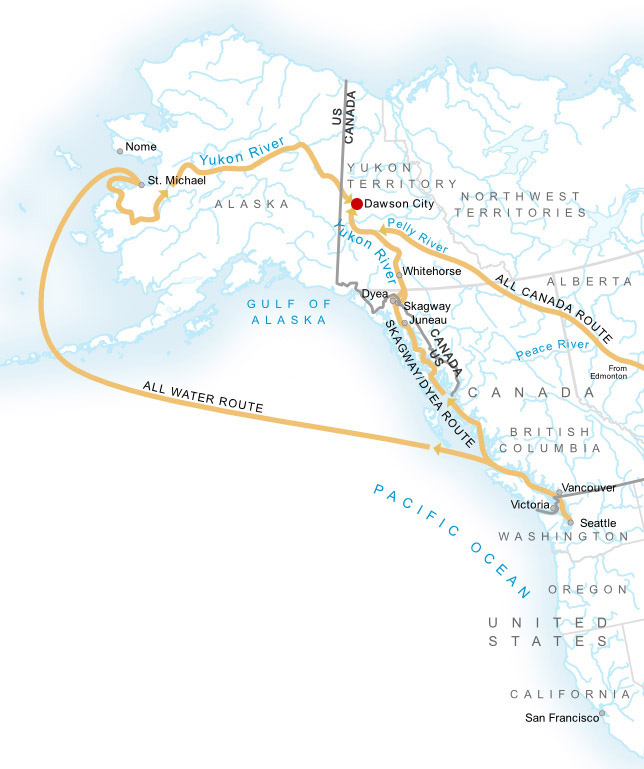
Rutas a Klondike

La fiebre del oro de Klondike, algunas veces denominada la fiebre del oro del Yukón o la fiebre del oro de Alaska, fue un frenesí de inmigración por fiebre del oro en pos de prospecciones auríferas a lo largo del río Klondike, cerca de Dawson City, Yukón, Canadá. Se inició después que fuera descubierto oro a finales del siglo XIX. En total, se extrajeron alrededor de 12,5 millones de onzas de oro (alrededor de 20,12 m³) del área de Klondike.

## Descubrimiento

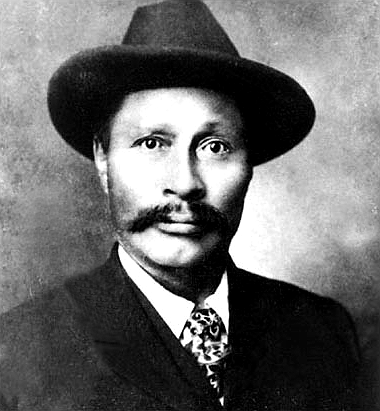
Keish (Skookum Jim Mason)

En agosto de 1896, tres personas lideradas por Keish (Skookum Jim Mason), un miembro de los tagish, una de las Naciones Originarias de Canadá, se dirigió al norte bajando el curso del río Yukón desde el área de Carcross, en busca de su hermana Kate y su esposo George Carmack. El grupo incluía a Skookum Jim, su primo, conocido como Dawson Charlie (o algunas veces Tagish Charlie) y su sobrino, Patsy Henderson. Tras reunirse con George y Kate, quienes estaban pescando salmones en la desembocadura del río Klondike, se dirigieron a Nueva Escocia. Robert Henderson, quien había estado extrayendo oro en el río indio, al sur del Klondike, le había contado a George Carmack el lugar donde estaba extrayéndolo y que no quería ningún "Siwashes" (esto es, indio) cerca de él.
El 16 de agosto de 1896 el grupo descubrió depósitos aluvionales de oro en el arroyo Bonanza (Rabbit), en Yukón. Si bien se desconoce quién fue verdaderamente el descubridor, George Carmack recibió oficialmente el crédito por el descubrimiento aurífero debido a que la reclamación figura a su nombre.

## Empieza la fiebre

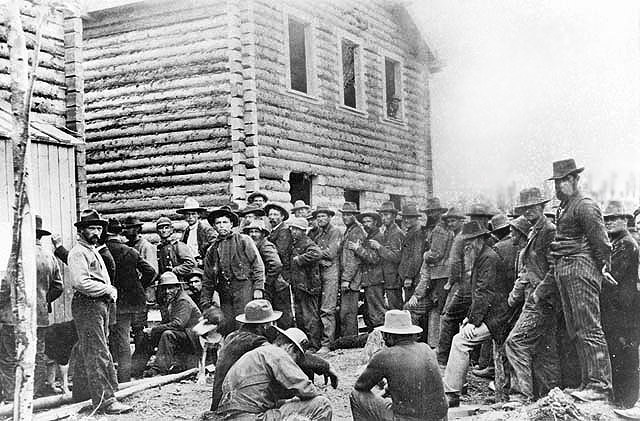
Mineros esperan para registrar sus reclamaciones

Las noticias se difundieron a otros campamentos mineros en el valle del río Yukón. El oro fue descubierto en el arroyo Rabbit, que fue más tarde renombrado Bonanza debido a que muchas personas fueron en busca de oro. Eldorado y Hunker fueron rápidamente reclamados por los mineros que habían estado trabajando previamente en los arroyos y bancos de los ríos Fortymile y Stewart. Y allí muchos mineros dejaron a sus familias y se fueron a buscar oro.
Las noticias llegaron a los Estados Unidos en julio de 1897, en la cumbre de una serie significativa de recesiones financieras y quiebras bancarias en la década de 1890. La economía estadounidense había sido fuertemente golpeada por el Pánico de 1893 y por el Pánico de 1896, que causaron amplio desempleo. Muchos que fueron adversamente impactados por las crisis financiera estuvieron motivados a probar suerte en las reservas auríferas. Los primeros prospectores exitosos llegaron a San Francisco (California) el 15 de julio y a Seattle el 17 de julio, estableciéndose como estampida en Klondike. En 1898, la población de Klondike había llegado a cerca de 40.000 habitantes, lo que amenazaba con causar una hambruna.

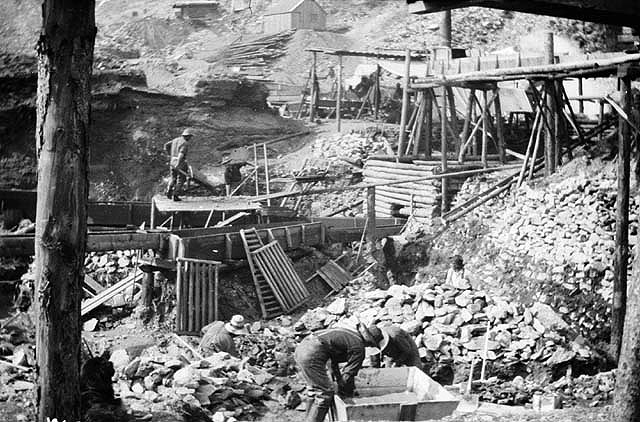
Una típica operación minera aurífera en el arroyo Bonanza

Hombres de todo tipo se dirigieron al Yukón desde lugares tan lejanos como Nueva York, el Reino Unido y Australia. Sorpresivamente, una gran proporción estaba compuesta por profesionales, tales como profesores y doctores, quienes habían renunciado a sus respetables carreras para hacer el viaje. La mayoría estaba perfectamente al tanto de que la posibilidad de encontrar cantidades significativas de oro era escasa o nula, pero aun así se fueron a la aventura. Tantos como la mitad de aquellos que llegaron a Dawson City no se dispusieron a hacer ninguna prospección. Al llegar grandes cantidades de aventureros emprendedores a la región, la fiebre del oro contribuyó significativamente al desarrollo económico del Oeste de Canadá, Alaska y el Pacífico Noroeste.

## Cultura
El libro Colmillo Blanco, escrito por Jack London en 1906, está ambientado en este lugar y época. Ha sido adaptado cinematográficamente varias veces, siendo la película de 1991 protagonizada por Ethan Hawke la más famosa. También están ambientados en este lugar y época varios cuentos del mismo autor como por ejemplo “El silencio blanco”, “Amor a la vida”, “Las mil docenas”, “Hacer una hoguera”, y la novela “El llamado de la selva”.